# Loco con ballesta
Loco con ballesta es un cortometraje español de 2013, dirigido por el director y guionista vasco, Kepa Sojo.

## Sinopsis
Javier y su padre Pedro, deciden que hace un buen día para ir a buscar setas al monte, por lo que se ponen manos a la obra, cogen las cestas y se dirigen hacia un conocido paraje donde Pedro sabe que hay muchas de ellas para recoger.
Sin embargo, la recogida de setas se va a convertir en algo más emocionante, ya que las autoridades del lugar, están emitiendo un comunicado a todos los medios para informar de que un loco con una ballesta anda suelto por la zona.

## Reparto
- Gorka Aguinagalde, como Javier.
- Karra Elejalde, como Pedro.
- Itziar Atienza
- Ane Gabarain
- Alejandro Garrido
- Andrés Gertrúdix
- Lucía Hoyos, como Ertzaintza.
- Mikel Martín
- Iñigo Salinero

## Premios y menciones
Tras el estreno del cortometraje y durante todo el año 2013, Loco con ballesta recogió un total de 17 premios y una mención especial.
| Galardón                                                                                 | Evento                                                                      |
| ---------------------------------------------------------------------------------------- | --------------------------------------------------------------------------- |
| Premio del público                                                                       | 6º Euskal Film Laburen Jaialdia "HUHEZINEMA 2013"                           |
| Premio del público                                                                       | Festival de Cine de Arnedo                                                  |
| Premio al mejor actor para Karra Elejalde                                                | XVI Festival de Cine Ciudad de Astorga                                      |
| Premio del público                                                                       | XVI Festival de Cine Ciudad de Astorga                                      |
| Premio de la SGAE y de la Asociación de Guionistas de Euskal Herría al mejor guion vasco | Festival Internacional de Cine Documental y Cortometraje de Bilbao "ZINEBI" |
| Premio del público                                                                       | Festival Internacional de Cine Documental y Cortometraje de Bilbao "ZINEBI" |
| Premio de la juventud al mejor cortometraje                                              | XVI Semana de Cine de Medina del Campo                                      |
| Premio al mejor cortometraje de comedia                                                  | 14 Festival Internacional de Cortometrajes de Torrelavega                   |
| Premio al mejor cortometraje de temática rural                                           | 7º Festival de Curtmetratges "Lo Cercacurts"                                |
| Premio del público                                                                       | 7º Festival de Curtmetratges "Lo Cercacurts"                                |
| Segundo premio del jurado                                                                | IV Festival de Cortos Korterraza                                            |
| Premio del público                                                                       | IV Festival de Cortos Korterraza                                            |
| Premio "Antonio Gallardo" al mejor cortometraje de humor                                 | XII Certamen de Cortometrajes "El pecado" de Llerena                        |
| Tercer premio                                                                            | XVI Certamente Nacional de Cortos Aula 18                                   |
| Premio del público panorama                                                              | 25 Festival Internacional de Cine de Aguilar de Campóo                      |
| Primer premio                                                                            | XIV Temporada de Estrenos de Cortometrajes "CORTOGENIA 2013"                |
| Mención especial al mejor film de la sección de paisajes                                 | Cortocinema Pistoia                                                         |
| Premio al mejor actor para Karra Elejalde                                                | 2º Festival Nacional de Cortometrajes Ciudad de Ávila "AVILACINE"           |